# Comando de Aeródromo A (o) 2/XII
El Comando de Aeródromo A (o) 2/XII (Flieger-Horst-Kommandantur A (o) 2/XII) fue una unidad de la Luftwaffe durante la Segunda Guerra Mundial.

## Historia
Fue formado el 1 de abril de 1944 en Diedenhofen. El 15 de junio de 1944 es renombrado como Comando de Aeródromo A (o) 18/VII.

## Comandantes
- Mayor Franz Zach – (1 de abril de 1944 – 15 de junio de 1944)

## Servicios
- abril de 1944 – junio de 1944: en Diedenhofen bajo el Comando de Base Aérea 1/XII.

## Orden de Batalla

### Unidades adheridas
- Comando de Pista de Aterrizaje Koblenz-Karthause
- Comando de Pista de Aterrizaje Niedermendig
- Comando de Pista de Aterrizaje Luxembourg-Sandweiler
- Comando de Pista de Aterrizaje Trier-Euren